# Jo De Ro
Jo De Ro, né le 23 mars 1973 à Ninove est un homme politique belge flamand, membre de OpenVLD.
Il a une maîtrise en sciences de la communication (VUB, 1995) ; il fut conseiller à la Chambre (1995-1999) et au gouvernement flamand (1999-2002), porte-parole du gouvernement flamand (2002-2003) et du gouvernement fédéral (2005-2006), administrateur-général au gouvernement flamand (2006-2013).

## Fonctions politiques
- 2007- : conseiller communal à Vilvorde
- 2013- : échevin de Vilvorde
- 2000-06 et 2011-12 : conseiller provincial de la province du Brabant flamand
- députée au Parlement flamand :
  - depuis le 9 janvier 2013, en remplacement de Herman Schueremans